# Io sono bella
Io sono bella è un singolo della cantautrice italiana Emma, pubblicato il 6 settembre 2019 come primo estratto dal sesto album in studio Fortuna.

## Descrizione
Il brano, scritto da Vasco Rossi, Gaetano Curreri, Piero Romitelli e Gerardo Pulli, sancisce il ritorno di Emma sulle scene musicali in occasione dei suoi dieci anni di carriera. Rossi ha raccontato la scelta di scrivere per Marrone e il significato del brano:

Marrone ha raccontato come ha accolto il brano di Rossi e la stima nei suoi confronti, oltre che della copertina scelta per il singolo, scattata da Emilio Tini:

## Promozione
La cantante si è esibita con il brano in differenti programmi televisivi, tra cui Tú sí que vales e Che tempo che fa. Successivamente è stata eseguita durante il tour in supporto a Fortuna.

## Accoglienza
Fabio Fiume di All Music Italia ha notato come Io sono bella porti con sé un «messaggio importante», interpretato dalla cantante con «un giusto retrogusto sensuale» e con «un sano menefreghismo», aiutato da «chitarre che gestiscono il ritmo, qualche incursione 80 di tastiere nell'inciso e raddoppi vocali a rinforzare il messaggio». Mary Adorno di Cosmopolitan Italia scrive che «si sente tutta la presenza di Vasco Rossi» sebbene si percepisca che i due artisti «hanno messo insieme le forze». Nel testo sottolinea che l'incipit con «godere» sia «un must che si è incollato alle orecchie a partire da Rewind», divenendo nel brano «un grido all'autostima».
Giovanni Ferrari di Billboard Italia riscontra che il messaggio del brano è ciò che risalta maggiormente, ovvero invitare «tutti a stare semplicemente bene con se stessi», poiché «Emma ci ha dimostrato che essere artisti significa anche avere la possibilità di esporsi». Ferrari scrive inoltre che la cantante «abbraccia a pieno il suo spirito più aggressivo, ma, facendolo, si mette a nudo con tenerezza», assimilandolo allo stile canoro di Dolcenera. Claudia Fascia di ANSA definisce Io sono bella «ritmato e grintoso», nel cui testo Vasco Rossi «ha cucito addosso al suo animo indomito una canzone che rappresenta la Emma di oggi: una donna determinata, coraggiosa e libera di essere se stessa». Nel testo riscontra «qualche rima è un po' troppo scontata», ma che tuttavia «è azzeccata al punto giusto per entrare in testa e rimanerci».
In una recensione negativa, Simona Voglino Levy di Rolling Stone Italia ha indicato che il testo si presenta «banalotto» in cui «l'impronta vaschiana è ripetitiva. Vasco si intuisce, ma non si sente. Se ne riconosce giusto la solita tiritera». Sull'arrangiamento scrive che «lascia perplessi», riportando «l'elettronica è prepotente e sembra inghiottire tutto» nella produzione di Dardust, mentre le chitarre risultano «abusate». Tuttavia la giornalista apprezza la vocalità di Emma «graffiante, piena, potente» che «soddisfa sempre». Anche Claudio Fabretti de Il Mattino è rimasto meno colpito dal brano, avvertendo che oltre alla «consueta energia pseudo-rock» e all'interpretazione «più studiata che selvaggia», rimane «un ritornello bolso e banale, a suggello di un testo che parte già come il più prevedibile dei monologhi a sfondo sexy».

## Video musicale
Il video, diretto da Paolo Mannarino, contiene vari riferimenti a grafiche degli anni ottanta, oltre a presentare un chiaro omaggio al film American Beauty: la cantante, infatti, ricrea l'iconica scena nella quale l'attrice Mena Suvari è senza veli e coperta solamente da petali di rose.

## Tracce
Testi e musiche di Vasco Rossi, Gaetano Curreri, Gerardo Pulli e Piero Romitelli.
1. Io sono bella – 3:03

## Classifiche
| Classifica (2019) | Posizione massima |
| ----------------- | ----------------- |
| Italia            | 33                |